# Xã Lee, Quận Allegan, Michigan
Xã Lee (tiếng Anh: Lee Township) là một xã thuộc quận Allegan, tiểu bang Michigan, Hoa Kỳ. Năm 2010, dân số của xã này là 4.015 người.